# Jean de Labadie
Pour les articles homonymes, voir Labadie.
Jean de Labadie, né à Bourg (France), le 13 février 1610 et mort à Altona le 13 février 1674, est un prêtre français (jésuite de 1625 à 1639) devenu pasteur protestant. En butte à de nombreuses critiques il fonde finalement sa propre communauté chrétienne dont les membres sont connus comme 'Labadistes'.

## Biographie

### Jeunesse et formation
Labadie étudia au collège des Jésuites de Bordeaux et, contre l'avis de ses amis, il entra au noviciat jésuite le 28 décembre 1625. En 1638, il fut ordonné prêtre à Bordeaux. Un an plus tard il obtint, officiellement pour des raisons de santé, d'être délié de ses vœux religieux et quitte la Compagnie de Jésus. En fait des tendances illuministes font qu'il ne peut rester jésuite. 

### Prêtre et prédicateur janséniste
L'étude des Saintes Écritures le rapproche du jansénisme et c'est en tant que prêtre séculier qu'il prêcha avec succès à Bourg, Paris, Amiens où il fut fait chanoine et professeur de théologie en 1640, et Abbeville. Labadie attire les foules. Il fut d'abord protégé par le cardinal de Richelieu contre ceux qui le soupçonnent d'hérésie. En 1645, il fut condamné à la prison à vie, puis la sentence fut modifiée à la suite d'un appel de l'assemblée du clergé de France et Labadie fut expulsé d'Amiens par Mazarin, sous l'accusation d'atteinte à la tranquillité publique.

### Pasteur protestant en France
Puis la lecture de l'Institution de la religion chrétienne de Calvin emporta son assentiment et en 1650, à l'âge de quarante ans, Labadie rompit avec l'Église catholique et rejoignit la Réforme. Il devint d'abord pasteur (calviniste) de l’Église réformée de Montauban. Expulsé de Montauban en 1657, il fut pendant deux ans pasteur à Orange, qu'il dut quitter lorsque la ville fut conquise par Louis XIV. 

### Prédicateur protestant à Genève
Ensuite il fut appelé par l'église française de Westminster, à Londres mais, alors qu'il était en route, en 1659, la compagnie des pasteurs de Genève lui demanda de rester comme prédicateur dans cette ville, où il regroupa autour de lui un petit groupe de disciples, parmi lesquels Pierre Yvon (1646-1707), Pierre Dulignon (mort en 1679), François Ménuret (mort en 1670), Theodor Untereyk (mort en 1693) et Friedrich Spanheim (mort en 1701). À Genève, en 1662, Labadie eut une controverseavec le pasteur et professeur de théologie, François Turretin, ardent défenseur de l'orthodoxie calviniste, avec qui il avait déjà eu une brouille en 1659, à cause de la concomitance de leurs sermons. 
Il fut aussi à plusieurs reprises réprimandé par le Consistoire pour ses sermons, jugés trop longs et trop polémiques. Il fut surtout critiqué pour son habitude de tenir régulièrement des réunions privées chez lui. En dépit de toutes ces critiques, l'éloquence de Labadie fait qu'il est apprécié à Genève et il reçut gratuitement le droit de cité, dont le coût était très élevé : 300 livres.

### Pasteur de l’Église wallonne de Middelbourg
Labadie avait acquis une grande réputation, tant de prédicateur que par ses écrits, auprès d'ecclésiastiques savants, parmi lesquels les hollandais Voetius et Van Lodenstein. Anne Marie van Schurman – qui fit sa connaissance en 1664, eut avec lui une correspondance pendant trois ans et devint ensuite son principal soutien – lui écrivit pour lui demander d'accepter l'invitation de la congrégation wallonne de Middelbourg de se rendre aux Pays-Bas pour prendre la succession de son pasteur, Jean Le Long, qui venait de mourir le 5 octobre 1665. Labadie accepta et demanda à la Compagnie des Pasteurs de pouvoir quitter Genève. Ayant reçu, bien qu'à regret, la permission de partir, Labadie quitta Genève pour les Pays-Bas en juin 1666. Accompagné par trois de ses disciples Yvon, Dulignon et Ménuret, il arriva à Utrecht, où après un court séjour il fut en butte à l'hostilité de théologiens qui le dénoncèrent comme un irresponsable visionnaire. Il se rendit alors à Middelbourg, prendre en charge la congrégation wallonne. Sa prédication eut d'abord du succès, mais l'estime des ministres réformés se changea bien vite en critique : ils lui reprochaient son enthousiasme et son excès de vivacité. De son côté, il trouvait que ses collègues étaient mous et manquaient d'ardeur. Au reste, depuis son expérience genevoise, il ne croyait pas que l'avenir de l'Église se trouvât dans de grandes institutions, mais dans de petites communautés pleines de vie. Il refusa d'abord de souscrire à la Confession belge, qu'il jugeait non conforme aux Saintes Écritures dans plusieurs de ses articles et, en 1668, il refusa de se soumettre au jugement du synode. Labadie finit par être révoqué et dut quitter Middelbourg pour la ville voisine de Veer.

### La communauté des Labadistes
En 1669 il fonda alors sa propre communauté chrétienne et se rendit avec ses partisans à Amsterdam, mais le groupe dut vite la quitter la ville, car ses réunions furent interdites par les autorités en 1670. En quête d'une « nouvelle Jérusalem », le groupe des labadistes, formé de cinquante personnes et de quatre pasteurs, fut invité par la princesse Palatine à s'installer à Herford, en Westphalie. En butte à de fortes oppositions, en 1672 les Labadistes se réfugièrent à Altona (alors danoise maintenant allemande), où Labadie mourut en 1674. 
Comme la guerre menaçait, les labadistes (au nombre de cent soixante-deux) s'installèrent par la suite dans le château de Walta à Wieuwerd (Frise), où Anne Marie van Schurman s'éteignit en 1678. Entre 1675 et 1692, les membres de la communauté labadiste augmentèrent jusqu'à atteindre le nombre de 250. En 1692, après l'échec de deux tentatives d'installation outre-mer (au Suriname, avec une colonie appelée « La Providence » et au Maryland, la communauté-mère de Walta à Wieuwerd vit le nombre de ses membres diminuer d'environ 300 à une trentaine. En 1707, survint la mort de Pierre Yvon. Après la mort du dernier prédicateur, en 1732, la communauté des Labadistes prit fin.

## Pensée et postérité
Esprit très indépendant et sûr d'être guidé par l'Esprit-Saint, Labadie se heurta de son vivant à beaucoup d'oppositions et fut un personnage controversé, même après sa mort. Il fut accusé, entre autres, d'adamisme, d'hypocrisie, de fanatisme, de communisme. Il fut rarement défendu. Labadie a été qualifié tour à tour de piétiste, de mystique et de quiétiste.
Selon une étude récente : « Une relecture comparative de quelques-uns des textes publiés ou conçus à Genève par Labadie, ainsi que des Registres de la Compagnie des Pasteurs, […] a permis d'élaborer les hypothèses suivantes […] :
1) La pensée de Labadie évolue dans une direction essentiellement mystique (on pourrait parler de variante de la mystique quiétiste) […] L'évolution de sa pensée est perçue par Labadie lui-même comme un tout indivisible, dont les dernières années de sa vie représentent le glorieux couronnement. […]
2) Le thème de l’Église des élus et celui du chiliasme sont aussi des constantes, et non pas des élaborations successives, de la pensée de Labadie. […] Ces deux thèmes font partie intégrante, dès le début, de la pensée mystique de Labadie.
3) La conscience prophétique de Labadie […] découle tout naturellement du postulat théologique de la double révélation de la parole de Dieu (Écriture Sainte et illumination intérieure des élus) et elle accompagne constamment ses propos comme preuve « tangible » de leur vérité et de leur origine divine. »
Dans son ouvrage de référence sur le Réveil à Genève et en France, Léon Maury compte Jean de Labadie parmi les premiers précurseurs du Réveil. Il relève également que par le succès même de ses prédications, Jean de Labadie "porte ombrage" aux autorités ecclésiastiques genevoises, mais que celles-ci lui rendent hommage au moment de son départ car "il a travaillé des deux mains à l'édification du troupeau, c'est-à-dire par la saine doctrine et une conduite exemplaire, le beau et admirable modèle du zèle pour la piété, de la charité et de la sincérité en vrai disciple de Jésus-Christ".

## Écrits
Labadie est l'auteur de presque une centaine d’œuvres, dont les principales sont :
- Introduction à la piété dans les Mystères, Paroles et ceremonies de la Messe, Amiens, 1642.
- Odes sacrées sur le Très-adorable et auguste Mystère du S. Sacrement de l'Autel, Amiens, 1642.
- Traité de la Solitude chrestienne, ou la vie retirée du siècle, Paris, 1645.
- Déclaration de Jean de Labadie, cy-devant prestre, predicateur et chanoine d'Amiens, contenant les raisons qui l'ont obligé à quitter la communion de l'Eglise Romaine pour se ranger à celle de l'Eglise Réformée, Montauban, 1650.
- Lettre de Jean de Labadie à ses amis de la Communion Romaine touchant sa Declaration, Montauban, 1651.
- Les Elevations d'esprit à Dieu, ou Contemplations fort instruisantes sur les plus grands Mysteres de la Foy, Montauban, 1651.
- Les Entretiens d'esprit durant le jour; ou Reflexions importantes sur la vie humaine, … sur le Christianisme, … sur le besoin de la Reformation de ses Mœurs, Montauban, 1651.
- Le Bon Usage de l'Eucharistie, Montauban, 1656.
- Practique des Oraisons, mentale et vocale…, Montauban, 1656.
- Recueil de quelques Maximes importantes de Doctrine, de Conduite et de Pieté Chrestienne, Montauban, 1657 (puis Genève, 1659).
- Les Saintes Décades de Quatrains de Pieté Chretienne touchant à la connoissance de Dieu, son honneur, son amour et l'union de l'âme avec lui, Orange, 1658 (puis Genève, 1659, Amsterdam, 1671).
- La pratique de l'oraison et meditation Chretienne, Genève, 1660.
- Le Iûne religieus ou le moyen de le bien faire, Genève, 1665.
- Jugement charitable et juste sur l'état present des Juifs, Amsterdam 1667.
- Le Triomphe de l'Eucharistie, ou la vraye doctrine du St. Sacrement, avec les moyens d'y bien participer, Amsterdam, 1667.
- Le Héraut du Grand Roy Jesus, ou Eclaircissement de la doctrine de Jean de Labadie, pasteur, sur le Règne glorieux de Jésus-Christ et de ses saints en la terre aux derniers temps, Amsterdam, 1667.
- L'Idée d'un bon pasteur et d'une bonne Eglise, Amsterdam, 1667.
- Les Divins Herauts de la Penitence au Monde…, Amsterdam, 1667.
- La Reformation de l'Eglise par le Pastorat, Middelbourg, 1667.
- Le Veritable Exorcisme, Amsterdam, 1667.
- Le Discernement d'une Veritable Église suivant l'Ecriture Sainte, Amsterdam, 1668.
- La Puissance eclesiastique bornée à l'Ecriture et par Elle…, Amsterdam, 1668.
- Manuel de Pieté, Middelbourg 1668.
- Declaration Chrestienne et sincère de plusieurs Membres de l'Eglise de Dieu et de Jésus-Christ touchant les Justes Raisons et les Motifs qui les obligent à n'avoir point de Communion avec le synode dit Vualon, La Haye, 1669.
- Points fondamentaux de la vie vraimant Chretiene, Amsterdam 1670.
- Abrégé du Veritable Christianisme et Téoretique et pratique…, Amsterdam, 1670.
- Le Chant Royal du Grand Roy Jésus, ou les Hymnes et Cantiques de l'Aigneau…, Amsterdam, 1670.
- Recueil de diverses chansons spiritüeles, Amsterdam, Laurans Autein, 1670.
- L'Empire du S. Esprit sur les Ames…, Amsterdam, 1671.
- Eclaircissement ou Declaration de la Foy et de la pureté des sentimens en la doctrine des Srs. Jean de Labadie, Pierre Yvon, Pierre Dulignon…, Amsterdam, 1671.
- Veritas sui vindex, seu solemnis fidei declaratio…, Herfordiae, 1672.
- Jesus revelé de nouveau…, Altona, 1673.
- Fragmens de quelques poesies et sentimens d'esprit…, Amsterdam, 1678.
- Poésies sacrées de l'amour divin, Amsterdam, 1680.
- Recueil de Cantiques spirituels, Amsterdam, 1680.
- Le Chretien regeneré ou nul, Amsterdam, 1685.